# ساندرا أفيلا بيلتران
ساندرا أفيلا بيلتران (بالإسبانية: Sandra Ávila Beltrán)‏ هي زعيمة كارتل مخدرات مكسيكي، يطلق عليها «ملكة المحيط الهادئ» من قبل وسائل الإعلام، تم إلقاء القبض عليها في 28 سبتمبر 2007، واتُهمت بالجريمة المنظمة والتآمر لتهريب المخدرات. أسقطت بعض التهم في وقت لاحق لكنها كانت لا تزال محتجزة بتهمة أسلحة غير مشروعة وغسل الأموال، في 10 أغسطس 2012 تم تسليمها إلى الولايات المتحدة للرد على التهم الجنائية من الحكومة الأمريكية، يعتبرها المسؤولون المكسيكيون والأمريكيون رابطًا مهمًا بين كارتل سينالوا في المكسيك وكارتل نورتي ديل فالي الكولومبي.

## حياتها
ولدت في ولاية باها كاليفورنيا في المكسيك، والداها «ماريا لويزا بيلتران فيليكس» و«ألفونسو أفيلا كوينتيرو»، أحد أفراد عائلتها رافائيل كارو كوينتيرو الزعيم السابق لــ كارتل غوادالاخارا. لعبت الروابط العائلية دورًا رئيسيًا في مسيرتها الجنائية، حيث كانت تربطها صلة قرابة بـ كبار رؤساء اتحاد كارتل سينالوا، كانت «ساندرا أفيلا بلتران» في الواقع مهربة مخدرات «من الجيل الثالث» في أسرتها، يقول المسؤولون في المكسيك إنها ابنة ميغيل أنخيل فيليكس غالاردو العراب السابق لتجارة المخدرات المكسيكية الذي يقضي عقوبة بالسجن لمدة 40 عامًا بتهمة قتل كيكي كامارينا عميل إدارة مكافحة المخدرات الأمريكية عام 1984.
تم تسليم عمها الكبير خوان خوسيه كوينتيرو إلى الولايات المتحدة بتهمة تهريب المخدرات، يذكر مسؤلوا إدارة مكافحة المخدرات أن «ساندرا أفيلا بلتران» لم تتوانٍ أبداً عن استخدام العنف، وأنها «استخدمت أساليب التخويف النموذجية للمنظمات المكسيكية».
يقال إنها كانت لها علاقات مع العديد من تجار المخدرات المعروفين في شبابها، كانت متزوجة مرتين كان كل من زوجيها من قادة الشرطة السابقين الذين أصبحوا بعدها مهربين للمخدرات وقتل كلاهما في وقت لاحق على يد قتلة مأجورين، حسب مصدر من الشرطة ان أهم اسباب صعودها إلى السلطة في عالم المخدرات في المقام الأول إلى علاقتها مع «خوان دييغو إسبينوزا راميريز» المعروف باسم النمر، الذي يُقال إنه شخصية مهمة في كارتل نورتي ديل فالي الكولومبي، عاشت «ساندرا أفيلا بلتران» في غوادالاخارا وخاليسكو وهيرموسيلو وسونورا، حتى عثرت الشرطة على أكثر من 9 أطنان من الكوكايين على متن سفينة في ميناء مانزانيلو في كوليما في المحيط الهادئ في عام 2001 وتتبعت الشحنة إليها وإلى عشيقها «خوان دييغو إسبينوزا راميريز».

## القاء القبض
على الرغم من نمط حياتها رفيع المستوى تجنبت لـ فترة طويلة الشرطة بدون أي دليل لألقاء القبض عليها، في عام 2002 اتصلت بشكل غير متوقع بالسلطات لطلب المساعدة عندما اختُطف ابنها المراهق مقابل فدية قدرها 5 ملايين دولار أمريكي في النهاية أعادت ابنها لكن ليس من دون إثارة الشكوك بدأ التحقيق في أمرها واستغرق الأمر أكثر من خمس سنوات و30 عميلًا فيديراليًا لإغلاق سجل «ساندرا أفيلا بلتران» واعتقالها أخيرًا، تم اعتقالها مع «خوان دييغو إسبينوزا راميريز»، في 28 سبتمبر 2007 في مكسيكو سيتي تم اتهامها وإدانتها بغسل الأموال بمليارات الدولارات من المخدرات المهربة من كولومبيا إلى المكسيك.
في شريط استجوابها من الشرطة تصف نفسها بأنها ربة منزل تربح القليل من المال من جانب «بيع الملابس واستئجار المنازل»، لم تكن حياتها خلف القضبان في سجن النساء في مكسيكو سيتي على ما يبدو تروق لها كما تقدمت بـشكوى أمام لجنة لـ حقوق الإنسان في مكسيكو سيتي قائلة إن زنزانتها بها حشرات والتي أشارت إليها باسم الحيوانات الضارة، كما قالت إن الحظر على جلب الطعام من المطاعم ينتهك حقوقها الإنسانية.
في يناير 2011 بدأ تحقيق بعد السماح لطبيب بدخول السجن لإعطاء «ساندرا أفيلا بلتران» علاجاً بالحقن بالبوتوكس وهو علاج غير مصرح به للسجناء أعفي مدير السجن ورئيس المستشفى من واجباتهم، تم إسقاط جميع التهم في أوائل عام 2011 اعتبارًا من فبراير 2015، أصبحت حره وفقًا لشبكة سي إن إن وبعد مرور أكثر من سبع سنوات في السجن أصبحت المرأة المعروفة باسم«ملكة المحيط الهادئ» حره طليقة.